# K-1 WORLD GP 2009 IN SEOUL FINAL16
K-1 WORLD GP 2009 IN SEOUL FINAL16は、K-1の大会の一つ。2009年9月26日、韓国ソウルのオリンピック第1体育館で開催された。

## 大会概要
GP開幕戦が行われ、バダ・ハリ、アリスター・オーフレイム、ジェロム・レ・バンナ、セミー・シュルト、エヴェルトン・テイシェイラ、ルスラン・カラエフ、エロール・ジマーマン、レミー・ボンヤスキーがベスト8進出を決めた。
17年連続決勝進出を目指したピーター・アーツはオーフレイムに判定負けを喫した。年内中での引退を宣言しファン投票枠でGP出場を決めた武蔵は、バンナに判定負けを喫した。K-1ヘビー級王者京太郎はカラエフに判定負けを喫した。
一夜明けた9月27日に公開抽選会が行なわれ、準々決勝の組み合わせがカラエフ vs. ハリ、オーフレイム vs. テイシェイラ、バンナ vs. シュルト、ジマーマン vs. ボンヤスキー（試合順）と決定した。

## 試合結果

### オープニングファイト
オープニングファイト第1試合 3分3R
○  ミョン・ヒョンマン vs.  洪太星 ×
3R終了 判定3-0（30-27、30-28、30-29）
オープニングファイト第2試合 3分3R
○  ソン・ミンホ vs.  キム・ネチョル ×
2R 2:09 TKO（ドクターストップ：眉間カット）

### スペシャルファイト
スペシャルファイト第1試合 女子53kg契約 2分3R延長1R
○  イム・スジョン vs.  チェン・チン ×
3R終了 判定3-0（30-28、30-29、30-29） ※チェンは契約体重超過で減点1
スペシャルファイト第2試合 70kg契約 3分3R延長1R
○  イム・チビン vs.  タヒール・メンチチ ×
3R終了 判定3-0（30-28、30-28、30-28）

### 本戦
第1試合 スーパーファイト 3分3R
○  金泰泳 vs.  カタリン・モロサヌ ×
2R 0:00 失格（1R終了ゴング後のモロサヌのパンチで金が続行不能となったため）
第2試合 K-1 WORLD GP 2009 1回戦 3分3R延長2R
○  レミー・ボンヤスキー vs.  メルヴィン・マヌーフ ×
3R終了 判定3-0（30-29、30-29、30-29）
※ボンヤスキーが準々決勝進出
第3試合 K-1 WORLD GP 2009 1回戦 3分3R延長2R
○  エロール・ジマーマン vs.  グラウベ・フェイトーザ ×
3R終了 判定2-0（29-28、29-28、30-30）
※ジマーマンが準々決勝進出
第4試合 K-1 WORLD GP 2009 1回戦 3分3R延長2R
○  ルスラン・カラエフ vs.  京太郎 ×
3R終了 判定3-0（30-28、30-29、30-29）
※カラエフが準々決勝進出
第5試合 K-1 WORLD GP 2009 1回戦 3分3R延長2R
○  エヴェルトン・テイシェイラ vs.  シング"心"ジャディブ ×
延長2R終了 判定3-0（10-9、10-9、10-9）
延長1R終了 判定0-0（10-10、10-10、10-10）
3R終了 判定0-1（29-29、30-30、29-30）
※テイシェイラが準々決勝進出
第6試合 K-1 WORLD GP 2009 1回戦 3分3R延長2R
○  セミー・シュルト vs.  ダニエル・ギタ ×
3R終了 判定3-0（30-25、30-26、30-27）
※シュルトが準々決勝進出
第7試合 K-1 WORLD GP 2009 1回戦 3分3R延長2R
○  ジェロム・レ・バンナ vs.  武蔵 ×
3R終了 判定3-0（30-28、30-28、30-28）
※バンナが準々決勝進出
第8試合 K-1 WORLD GP 2009 1回戦 3分3R延長2R
○  アリスター・オーフレイム vs.  ピーター・アーツ ×
3R終了 判定3-0（30-27、30-27、30-27）
※オーフレイムが準々決勝進出
第9試合 メインイベント K-1 WORLD GP 2009 1回戦 3分3R延長2R
○  バダ・ハリ vs.  ザビット・サメドフ ×
1R 2:15 KO（右ボディストレート）
※ハリが準々決勝進出